# Leo (Gerhard)
 (avril 2023).
Si vous disposez d'ouvrages ou d'articles de référence ou si vous connaissez des sites web de qualité traitant du thème abordé ici, merci de compléter l'article en donnant les références utiles à sa vérifiabilité et en les liant à la section « Notes et références ».

Leo (français : Lion) est une symphonie de chambre pour flûte, clarinette, cor, trompette, trombone, violon, violoncelle, piano (double le célesta), deux percussions de Roberto Gerhard. Composée en 1969, l'ouvrage est un portrait musical du signe astrologique de sa femme Poldi.

## Analyse de l'œuvre
« je pense à la paresse, à la nonchalance paisible du Lion, à ses éclats terrifiants lorsqu'il est excité. J'ai toujours voulu rendre hommage à la confiance inébranlable, naturelle et totalement dénuée de prétention des Lions et à leur combativité fantastique. »

— Roberto Gerhard[réf. souhaitée]